# Himi
Himi (氷見市, Himi-shi) est une ville située dans la préfecture de Toyama, au Japon.

## Géographie

### Situation
Himi est située dans le sud-est de la péninsule de Noto, au bord de la mer du Japon.

### Municipalités limitrophes
| Nakanoto       | Nanao   | mer du Japon |
| Hakui          | Himi    | mer du Japon |
| Hōdatsushimizu | Takaoka | Takaoka      |

### Démographie
En avril 2021, la population de la ville de Himi était de 45 579 habitants, répartis sur une superficie de 230,56 km2.

## Histoire
Le bourg moderne de Himi est créé le 1er avril 1889. Il a acquis le statut de ville en 1952.

## Transports
Himi est desservie par la ligne Himi de la compagnie JR West.

## Personnalités liées à la ville
- Kyogon Hagiyama (1932-2015), homme politique
- Fujiko Fujio A (1934-2022), mangaka